# Żiwko Gospodinow
Żiwko Gospodinow, bułg. Живко Господинов (ur. 6 września 1957 w Wladimirowie  – zm. 4 maja 2015) – bułgarski piłkarz występujący na pozycji pomocnika. Uczestnik mistrzostw świata 1986 rozgrywanych w Meksyku.

## Kariera
Żiwko Gospodinow przez większość swojej kariery występował w Spartaku Warna, dla którego zagrał w 136 meczach.

### Reprezentacja
Gospodinow w reprezentacji Bułgarii wystąpił 36 razy, zdobywając 6 goli.